# 송산동 (의정부시)
송산동(松山洞)은 대한민국 경기도 의정부시의 동부에 위치한 행정동의 통칭으로, 송산1동, 송산2동, 송산3동이 있다.

## 연혁
송산동은 민락·송산택지개발로 인한 인구 과밀로 2003년 2월 3일에 송산1동(용현동·고산동·산곡동)과 송산2동(민락동·낙양동)으로 분동되었다. 2018년 2월에 송산2동의 주민등록 인구가 7만 명을 넘어서 2020년 1월 13일에 송산3동이 송산2동에서 분동되었다. 2024년 7월 1일에 고산동(법정동: 고산동·산곡동)이 송산1동에서 분리되었다.
송산동은 고려말 조선시대 초기 송산(松山) 조견이 “충신은 두 임금을 섬기지 아니 한다.”라고 하여 새왕조의 부름을 여러번 받았으나 벼슬을 버리고 이곳 송산에서 한거하였다고 하여 유래된 지명이다.

## 행정 구역

### 송산1동
- 용현동

시북면 어룡리와 둔야면의 양현리, 탑석리가 1914년 4월 1일에 부군면 통폐합에 따라 시둔면 용현리로 통합되었고, 1964년 6월 1일에 동제(洞制)가 실시되면서 용현동이 되었다.

### 송산2동
- 민락동 일부

### 송산3동
- 민락동 일부
- 낙양동

## 교육
- 민락초등학교
- 부용초등학교
- 용현초등학교
- 송현고등학교
- 충의중학교
- 송산초등학교
- 오동초등학교
- 송양초등학교

## 아파트
| 단지명                     | 건설사                                     | 시행사                                     | 주소            | 주소   | 입주        | 비고                             |
| -------------------------- | ------------------------------------------ | ------------------------------------------ | --------------- | ------ | ----------- | -------------------------------- |
| 신도파크힐타운 (10차)      | 신도종합건설㈜                             | 신도종합건설㈜                             | 용현로 42       | 용현동 | 2001년 10월 |                                  |
| 신도브래뉴                 | 신도종합건설㈜                             | 신도브래뉴지역주택조합                     | 용현로 72       | 용현동 | 2006년 1월  |                                  |
| 신도브래뉴 PLUS (11차)     | 신도종합건설㈜                             | 하나로디엔씨㈜                             | 용민로21번길 63 | 용현동 | 2006년 11월 |                                  |
| 송산주공 1단지             | 동서개발㈜ 진덕산업                        | 대한주택공사                               | 부용로 233      | 용현동 | 2002년 8월  |                                  |
| 송산 팰리스                | ㈜동국에스앤씨 ㈜성원산업개발              | 대한주택공사                               | 효자로 25       | 민락동 | 2002년 6월  | '송산주공 2단지'에서 단지명 변경 |
| 송산주공 3단지             | ㈜효성                                     | 대한주택공사                               | 효자로 40       | 민락동 | 2003년 8월  | 국민임대                         |
| 탑석 드림캐슬              | 대아건설㈜                                 | 대한주택공사                               | 오목로 72       | 민락동 | 2002년 6월  | '송산주공 4단지'에서 단지명 변경 |
| 민락주공 2단지             | ㈜한양                                     | 대한주택공사                               | 오목로 150      | 민락동 | 1999년 8월  |                                  |
| 송산 리버빌                | ㈜한양                                     | 대한주택공사                               | 송현로 87       | 민락동 | 2000년 10월 | '송산주공 5단지'에서 단지명 변경 |
| 송산 그랜드캐슬            | ㈜한양                                     | 대한주택공사                               | 효자로 26       | 민락동 | 2000년 10월 | '송산주공 6단지'에서 단지명 변경 |
| 송산 센트럴                | 금호산업                                   | 대한주택공사                               | 용현로 118      | 민락동 | 2002년 8월  | '송산주공 7단지'에서 단지명 변경 |
| 산들마을 아이파크          | 현대산업개발 동양고속건설 대림산업         | 현대산업개발 동양고속건설 대림산업         | 오목로 170      | 민락동 | 1999년 10월 |                                  |
| 산들마을 현대신안길훈      | 현대산업개발 신안건설산업㈜ ㈜길훈종합건설 | 현대산업개발 신안건설산업㈜ ㈜길훈종합건설 | 용현로 143      | 민락동 | 1999년 10월 |                                  |
| 송산 푸르지오              | 대우건설                                   | ㈜새창조건설                               | 용현로 111      | 민락동 | 2005년 1월  |                                  |
| 탑석 푸르지오 파크7        | 대우건설                                   | 대우건설                                   |                 | 용현동 |             | 구 민락변전소 부지               |
| 민락 호반베르디움 1차      | 호반건설                                   | 호반건설                                   | 민락로 211      | 민락동 | 2017년 7월  |                                  |
| 민락 호반베르디움 3차      | 호반티에스㈜ 호반건설                      | 티에스리빙㈜                               | 송양로 93       | 민락동 | 2017년 10월 |                                  |
| 민락 호반베르디움 2차      | 호반비오토㈜ 호반건설                      | ㈜스카이건설                               | 송양로 16       | 낙양동 | 2017년 8월  |                                  |
| 민락 반도유보라 아이비파크 | 반도건설                                   | ㈜대창개발                                 |                 | 낙양동 | 2017년 9월  |                                  |
| 민락 푸르지오              | 대우건설                                   | 대우건설                                   | 송양로 46       | 낙양동 | 2015년 7월  |                                  |
| 민락 대광로제비앙 포레스트 | 대광건영㈜                                 | ㈜대광에이엠씨                             |                 | 낙양동 | 2018년 10월 |                                  |
| 민락 우미린 더스카이       | 우미건설 ㈜우미토건                        | 전승건설㈜                                 | 송양로 76       | 낙양동 | 2018년 8월  |                                  |